# Fugazi
I Fugazi sono un gruppo post-hardcore statunitense formato a Washington nel 1987 da Ian MacKaye (precedentemente componente del gruppo hardcore punk Minor Threat e poi leader degli Embrace), e da Guy Picciotto (ex leader della band emocore Rites of Spring).
Elemento caratterizzante dei Fugazi, oltre alla forte inclinazione verso la sperimentazione musicale e ai testi intensi e rabbiosi, è l'assoluto DIY (Do It Yourself), espresso in una totale indipendenza da ogni circuito commerciale e da ogni "svendita" del progetto Fugazi. Tra le varie politiche del gruppo vanno citate l'autoproduzione musicale, la non commercializzazione di alcun merchandise, il basso prezzo sia dei concerti (che non supera mai i 5-10 dollari), eseguiti in spazi indipendenti e liberi come i centri sociali, sia dei dischi (sempre intorno ai 10 dollari); inoltre, non concedono interviste a riviste che non vengono lette dagli stessi componenti del gruppo.
Il nome del gruppo ha origine da un acronimo utilizzato dall'esercito degli Stati Uniti durante la guerra del Vietnam per indicare delle situazioni di combattimento particolarmente pericolose, e sta per Fucked up, got ambushed, zipped in (traducibile in Fottuti, caduti in un'imboscata, ficcati in un sacco nero e mandati a casa). Il gruppo scelse questo nome per le sue caratteristiche ambigue e vagamente esotiche (anche se si narra che il nome fosse stato scelto per via della somiglianza con il termine "focaccia", visto che la band era amante di questo tipo di cibo).
Il gruppo non si è ufficialmente sciolto, ed è "in pausa" dal 2002, periodo dal quale non è stato scritto nuovo materiale, non sono stati effettuati tour o registrazioni in studio. I componenti del gruppo sono comunque impegnati ognuno in diversi progetti.

## Storia del gruppo

### 1987-1994
Dopo lo scioglimento dei Minor Threat avvenuto nel 1983, Ian MacKaye (voce e chitarra) suonò con diversi gruppi di breve durata prima di formare un nuovo trio, i Fugazi, insieme al batterista Colin Sears ed al bassista Joe Lally. Dopo alcuni mesi di prove, Sears lascia il gruppo per dedicarsi ai Dag Nasty, la sua band principale, e viene sostituito da Brendan Canty (precedentemente nei Rites of Spring).
I Fugazi suonano esclusivamente dal vivo per diverso tempo, e durante questo periodo si aggiunge alla formazione Guy Picciotto (precedentemente con Canty nei gruppi Rites of Spring, Happy Go Licky e One Last Wish). All'inizio Picciotto cantava solamente con il gruppo, ma successivamente iniziò anche a suonare la chitarra ed a comporre canzoni. L'inserimento di Picciotto alla chitarra e alla composizione cambiò nettamente le dinamiche del gruppo. Precedentemente infatti, le canzoni venivano eseguite più o meno sotto la visione di MacKaye, ma con la formazione a quattro, ognuno dei componenti contribuì al processo di creazione delle canzoni con nuovi riff e nuove idee, facendo sì che la produzione divenisse molto più collaborativa degli inizi.
La collaborazione tra i componenti portò, dopo il primo periodo passato in tour, alla pubblicazione di un EP nel 1988, Fugazi, ed uno nel 1989, Margin Walker. Sempre nel 1989 pubblicarono il 7" 3 Songs, e l'album-raccolta 13 Songs, che raccoglie i brani presenti negli EP Fugazi e Margin Walker.
Nel 1990 è la volta del primo album, Repeater (successivamente ristampato con l'aggiunta dei tre pezzi presenti nel 7" 3 Songs), unanimemente considerato da critica e appassionati uno dei dischi più importanti degli anni '90 e una pietra miliare del post-hardcore.
La popolarità del gruppo cresce sempre di più, e nel 1991 pubblicano il secondo album, Steady Diet of Nothing, che gli vale un WAMMIE (Washington Area Music Association Award) come migliore album e migliore gruppo del loro genere.
Nel 1993 pubblicano In on the Kill Taker, album il cui titolo è tratto da una lettera trovata da Picciotto sulla strada, e che viene riprodotta sulla copertina posteriore del disco. Una prima versione del disco fu incisa a Chicago sotto la supervisione di Steve Albini, tuttavia il gruppo si dichiarò insoddisfatto del risultato e preferì ri-registrare il disco da capo a Washington. Albini stesso approvò la decisione, resosi conto che la band non era ancora sufficientemente preparata quando si presentò in studio. In seguito Picciotto affermò che quell'esperienza, pur non dando i frutti sperati, fu determinante per motivare il gruppo ad approfondire la loro conoscenza dello studio di registrazione e a migliorare la propria preparazione pre-incisione.
Durante questi anni, il gruppo svolse tour in continuazione, e nei primi anni novanta i Fugazi vengono citati come riferimento da molti giovani gruppi. In on the Kill Taker entrerà anche nelle classifiche di Billboard, raggiungendo la posizione 153 nella Billboard 200 e la numero 4 in quella Heatseekers. La loro abilità strumentale verrà notata dai critici, come nel numero di gennaio del 1997 di Guitar Player, che cita MacKaye e Picciotto come una delle maggiori ed inventive coppie di chitarristi del rock.

### 1995-2002

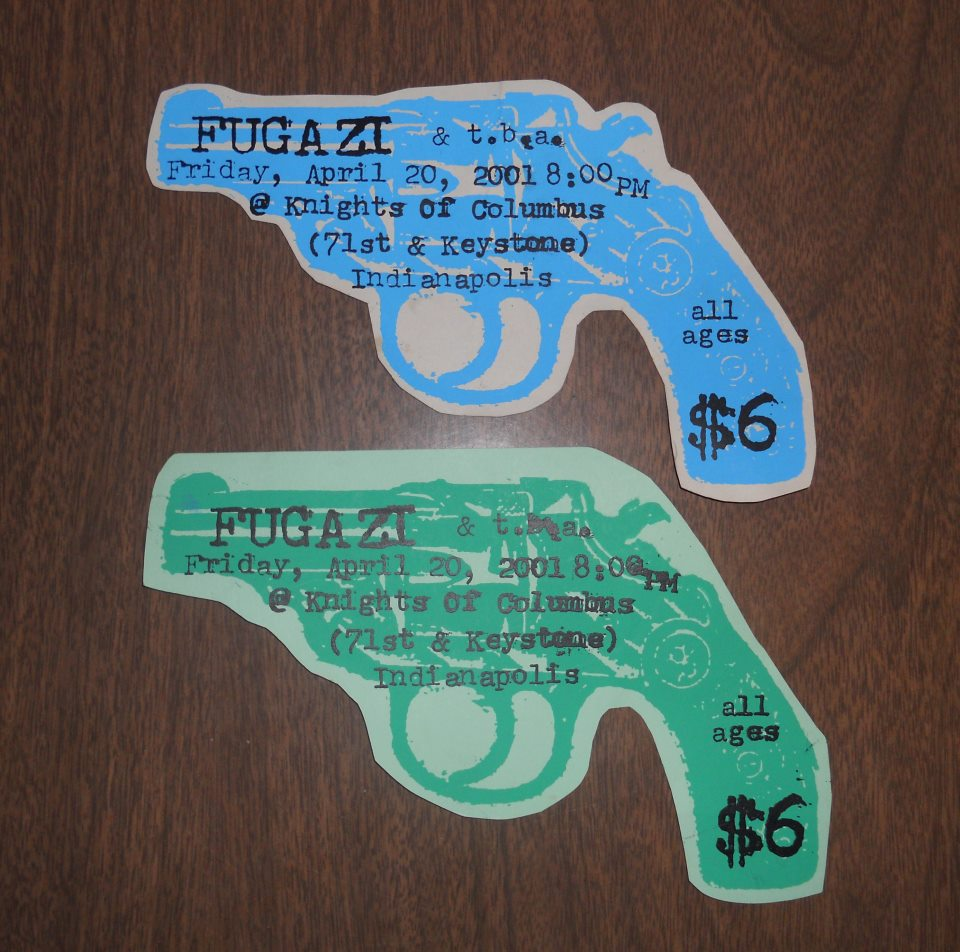
Biglietti fatti a mano per un concerto Fugazi, dal 2001, che si è tenuto a Indianapolis, Indiana.

Con la pubblicazione di Red Medicine nel 1995, i Fugazi iniziarono a diminuire le date che componevano i tour, sia per altri impegni professionali che per impegni personali. Nel frattempo anche la loro musica si era evoluta, allontanandosi dalle radici dell'hardcore punk degli inizi per arrivare alla contaminazione con l'art rock e l'alternative rock. Il tour in supporto a Red Medicine includeva tra le date Singapore, l'Alabama, ed il New Hampshire. Con le date nei due stati statunitensi il gruppo ha in pratica suonato in ognuno dei cinquanta stati degli USA almeno una volta. Altri problemi che si presentarono durante il tour di Red Medicine furono la polmonite contratta da MacKaye durante le date australiane, fatto che costrinse il gruppo a spostare per la prima volta in carriera delle esibizioni. Brendan Canty e Joe Lally nel frattempo si sposarono e Canty divenne il primo padre tra i componenti del gruppo, mentre Guy Picciotto sviluppò il suo interesse per i film, producendo alcuni lungometraggi indipendenti.
Nel 1998 viene pubblicato End Hits. La prolungata attesa per un nuovo album (Red Medicine fu pubblicato tre anni prima, nel 1995) e il titolo stesso dell'album iniziarono a far nascere dei dubbi sul futuro del gruppo. Dubbi che vennero però presto fugati da un nuovo tour e dalle dichiarazioni del gruppo di voler continuare a pubblicare dischi. End Hits continua il percorso di Red Medicine, introducendo più sperimentazione e ritmi diversi nelle canzoni.
L'anno successivo (1999) il gruppo pubblica il video-documentario dal titolo Instrument (regia di Jem Cohen), e l'omonima colonna sonora (Instrument Soundtrack). Il documentario presenta diverse esibizioni dal vivo, interviste e alcune scene dietro le quinte, mentre il disco contiene diversi demo ed inediti, escludendo però il materiale live presente nel documentario.
Il loro disco più recente, The Argument del 2001, vede la prima massiccia collaborazione da parte di musicisti esterni al gruppo, tra i quali il roadie e fonico Jerry Busher, che sull'album suona le percussioni o una seconda batteria nella maggior parte dei pezzi. Contemporaneamente a The Argument, viene pubblicato l'EP Furniture + 2.

### Dopo il 2002

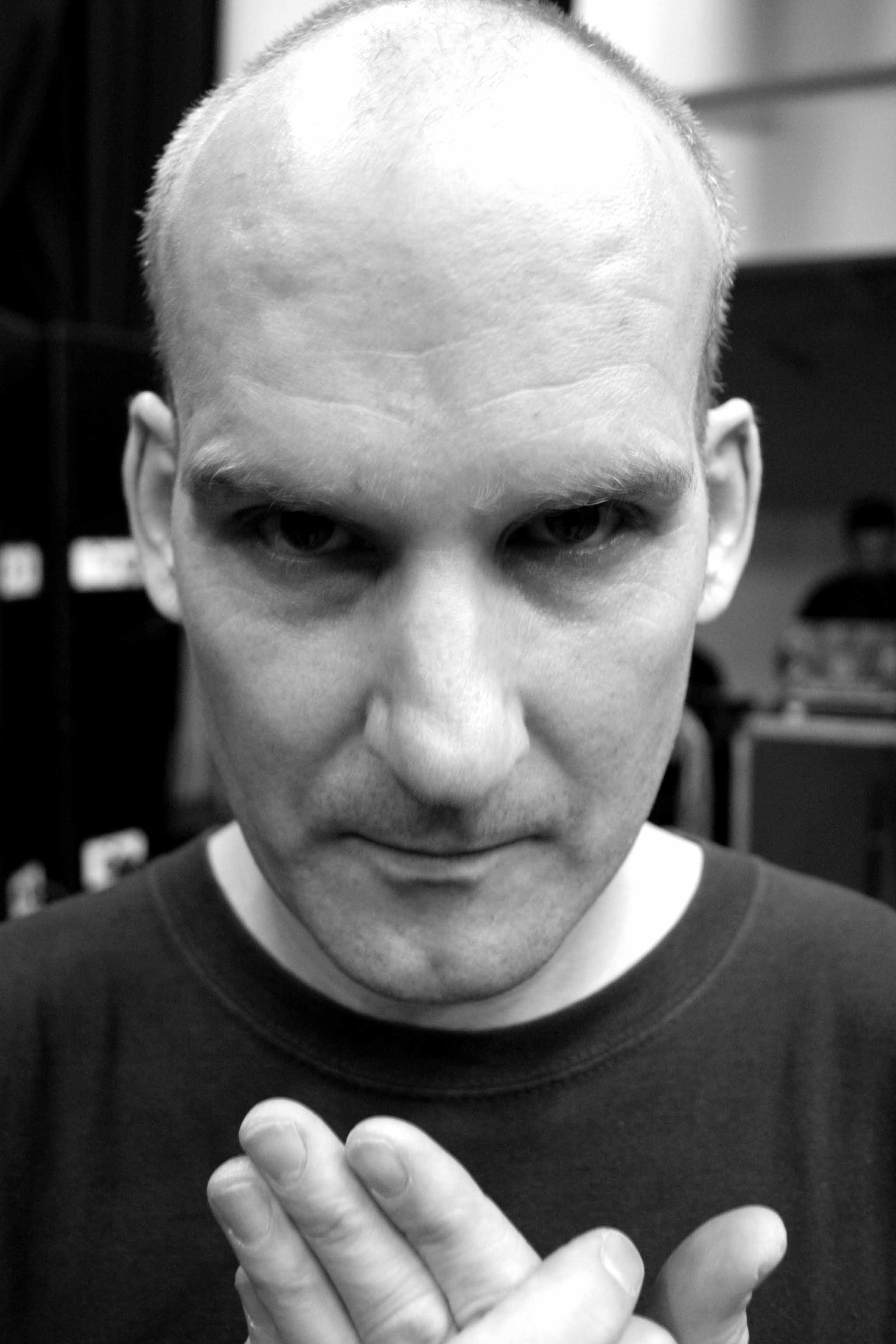
Ian MacKaye

I Fugazi sono ufficialmente "in pausa" dal 2002, situazione dovuta al fatto che sia Canty che Lally hanno avuto dei figli e di conseguenza avevano bisogno di più tempo da passare con le proprie famiglie.
Nel frattempo i componenti hanno avviato dei progetti paralleli. MacKaye ha formato il duo The Evens insieme alla sua fidanzata, la batterista e cantante Amy Farina (ex The Warmers). Nel 2004 MacKaye ha prodotto il disco dal titolo DC EP del chitarrista dei Red Hot Chili Peppers John Frusciante, disco nel quale compare anche Jerry Busher.
Canty ha composto diversi pezzi per colonne sonore e suona il basso nel trio Garland of Hours, insieme a Jerry Busher e Amy Domingues. Ha inoltre partecipato alle registrazioni dell'album Body of Song di Bob Mould del 2005, ed ha suonato dal vivo con Mary Timony. Attualmente sta lavorando alla realizzazione della serie in DVD Burn to Shine, che verrà pubblicata dalla Trixie DVD.
Lally ha suonato nel disco Disconnection Imminent dei concittadini post punk Decahedron, oltre ad aver partecipato insieme a John Frusciante (RHCP) e Josh Klinghoffer (The Bicycle Thief) nell'album Automatic Writing del supergruppo Ataxia. Ha anche pubblicato tre album solisti: There to Here nel 2006, "Nothing is Underrated" nel 2007 e "Why Should I Get Used to It" nel 2011.
Guy Picciotto attualmente lavora come produttore discografico, ed ha prodotto tra gli altri il disco dei Blonde Redhead Misery is a Butterfly, oltre ad essersi esibito insieme a componenti dei The Ex al Jazz festival di Wels, in Austria. Nel 2007 ha suonato nell'album di Vic Chesnutt, North Star Deserter ed è stato in tour con l'artista per la promozione dal vivo del disco, prima che quest'ultimo si togliesse la vita il 25 dicembre 2009.
Nel 2011 due dj newyorchesi danno vita al progetto "WuGazi", che unisce il suono dei Fugazi alle voci accappella dello storico gruppo rap dei Wu Tang Clan. Il disco è disponibile in free download come regalo ai fan di entrambi i gruppi.

## Il DIY
I Fugazi hanno sempre seguito l'ideale del DIY (Do It Yourself) già dai primi tour. Ad esempio non vendevano merchandise (magliette, dischi ed altro) ai concerti, perché ciò implicava avere una persona che si occupasse di questo, e di conseguenza la persona doveva avere un posto dove dormire, da mangiare ed altri costi. Per non avere questi costi il gruppo decise di non vendere alcun merchandise durante i tour.
Un'altra considerazione era quella dei prezzi dei concerti che il gruppo tentava di tenere sempre il più bassi possibile. Il loro obiettivo era quello di farli aggirare sempre intorno ai 5 dollari, cosa che però non fu sempre semplice da effettuare, soprattutto nelle coste est ed ovest degli Stati Uniti, dove riuscirono a tenere i prezzi solamente intorno ai 10 dollari (aumento dovuto anche al fatto che il gruppo, in qualche maniera, doveva pur avere un qualche profitto, seppur minimo). Ad ogni modo, il gruppo non affermò mai che la regola dei 5 dollari a concerto fosse inviolabile, e tentò sempre di utilizzare prezzi che fossero abbordabili per il pubblico e vantaggiosi per il gruppo. I concerti del gruppo furono comunque quasi sempre remunerativi, anche grazie ai costi di gestione dell'organizzazione molto bassi.
I primi tour fecero guadagnare al gruppo una buona reputazione grazie al passaparola, sia per le loro esibizioni potenti, sia per la loro predisposizione a suonare in posti non convenzionali.
Il gruppo (MacKaye in particolare) tentò sempre di scoraggiare i violenti pogo e le risse che si sviluppavano durante i concerti, affermando che erano ricordi del periodo fine anni settanta-primi anni ottanta dell'era hardcore punk. Occasionalmente il gruppo prendeva uno spettatore protagonista di qualche rissa e, prima di allontanarlo dal concerto, gli consegnava una busta contenente 5 dollari come rimborso del prezzo del biglietto.

## Formazione

### Formazione attuale
- Ian MacKaye – voce, chitarra, pianoforte (1986–presente)
- Guy Picciotto – voce, chitarra (1987–presente)
- Joe Lally – voce, basso (1986–presente)
- Brendan Canty – batteria (1986–presente)

### Ex componenti
- Colin Sears – batteria (1986)

## Discografia

### Album in studio
- 1990 - Repeater (anche Repeater + 3 Songs, comprensivo di un LP ed un EP editi separatamente solo su vinile e solo su cassetta)
- 1991 - Steady Diet of Nothing
- 1993 - In on the Kill Taker
- 1995 - Red Medicine
- 1998 - End Hits
- 1999 - Instrument Soundtrack
- 2001 - The Argument

### Album dal vivo
- 2004 - Fugazi Live Series

### Raccolte
- 1989 - 13 Songs (combina Fugazi e Margin Walker)

### EP
- 1988 - Fugazi
- 1989 - Margin Walker
- 1990 - 3 Songs
- 2001 - Furniture + 2

### Demo
- First Demo (inciso nel 1988 ma rilasciato solo nel 2014)

### Colonne sonore
- 1999 - Instrument Soundtrack

### DVD/Video
- 1999 - Instrument